# 法尔日阿利尚
法尔日阿利尚（法語：Farges-Allichamps，法語發音：[faʁʒ aliʃɑ̃]）是法国谢尔省的一个市镇，位于该省南部，属于圣阿芒蒙龙区。

## 地理
法尔日阿利尚（46°45'31"N, 2°24'1"E）面积8.3 平方千米，位于法国中央-卢瓦尔河谷大区谢尔省，该省份为法国中部省份，北起卢瓦雷省，西接卢瓦-谢尔省和安德尔省，南至克勒兹省，东南接阿列省，东临涅夫勒省。
与法尔日阿利尚接壤的市镇（或旧市镇、城区）包括：布吕埃尔-阿利尚、诺济耶尔、瓦勒奈。

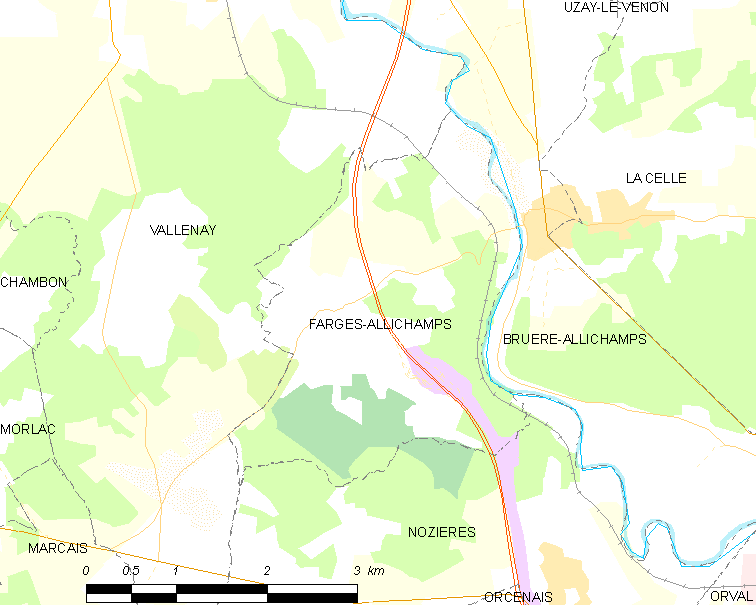
法尔日阿利尚的OSM定位图

法尔日阿利尚的时区为UTC+01:00、UTC+02:00（夏令时）。

## 行政
法尔日阿利尚的邮政编码为18200，INSEE市镇编码为18091。

## 政治
法尔日阿利尚所属的省级选区为圣阿芒蒙龙县。

## 人口

1962-2008年间法尔日阿利尚人口变化图示

法尔日阿利尚于2022年1月1日时的人口数量为255人。